# Dick Shawn
Dick Shawn (născut Richard Schulefand la 1 decembrie 1924 – d. 17 aprilie 1987) a fost un actor de film american.
Demn de menționat rolul său ca Sylvester Marcus în comedia „It's a Mad, Mad, Mad World” (“O lume nebună, nebună, nebună”) regizată de Stanley Kramer (1963).

## Filmografie
- The Opposite Sex (1956)
- Wake Me When It's Over (1960)
- The Wizard of Baghdad (1960)
- O lume nebună, nebună, nebună (1963)
- A Very Special Favor (1965)
- Cum a fost la război, tăticule? (1966)
- Nebunia spațiului (1966) - Igor Valkleinokov
- Penelope (1966)
- The Producers (1968)
- The Happy Ending (1969)
- Evil Roy Slade (1972)
- The Year Without a Santa Claus (1974)
- Looking Up (1977)
- Love At First Bite (1979)
- Good-bye Cruel World (1983)
- Young Warriors (1983)
- The Secret Diary of Sigmund Freud (1984)
- Angel (1984)
- Water (1985)
- Beer (1985)
- The Check Is in the Mail... (1986)
- The Perils of P.K. (1986)
- Captain EO (1986) (scurtmetraj)
- Amazing Stories (1987)
- Maid to Order (1987)
- Rented Lips (1988)